# George Byng, 1:e viscount Torrington

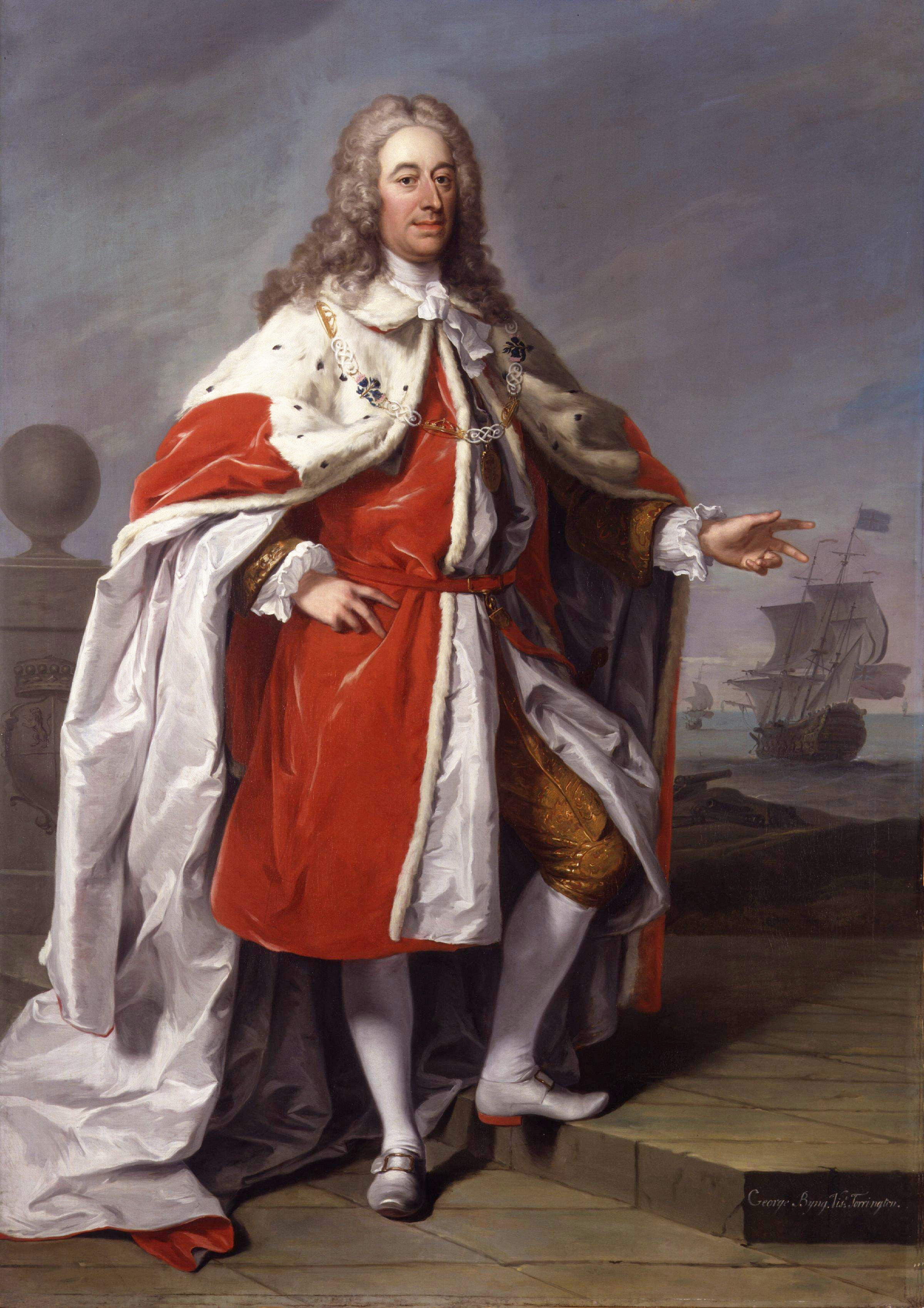
George Byng, oljemålning av John Faber.

George Byng, 1:e viscount Torrington, född 27 januari 1663, död 17 januari 1733, var en engelsk sjöofficer, far till Pattee Byng, 2:e viscount Torrington, George Byng, 3:e viscount Torrington och amiral John Byng.
Byng kom vid 15 års ålder i örlogstjänst, men först sedan han 1688 medverkat till att vinna flottan för Vilhelm III, började han spela någon större roll och gjorde vid flera tillfällen tjänst som stabschef. Han blev 1703 konteramiral, 1705 viceamiral och 1708 amiral. Byng deltog aktivt i striderna under spanska tronföljdskriget. 1708 drev han tillbaka den franska flotta som skulle överföra pretendenten till Skottland, och 1715-16 bidrog hans väl genomförda blockad av kusterna till misslyckandet av dennes ny försök att vinna tronen. 
År 1717 fick Byng befälet över den engelska flotta, som på grund av Karl XII:s förbindelser med Jakob Edvard Stuart skickades till Östersjön med klart svenskfientliga instruktioner. Några öppna fientligheter kom det dock aldrig till. År 1718 vann Byng, som numera var storamiral och befälhavare över för den engelska flotta, som sänts till Medelhavet för att förinta den spirande nya spanska sjömakten och tvinga Filip V att anta kvadrupelalliansens villkor, över den nästan jämnstarka spanska flottan en lätt seger vid Kap Passaro och deltog sedermera i de förhandlingar, som ledde till fredens återupprättande. Till belöning blev Byng 1721 medlem av Privy council samt baron och viscount. Från 1727 till sin död var Byng sjöminister.